# Melasina petrodes
Melasina petrodes är en fjärilsart som beskrevs av Edward Meyrick 1914. Melasina petrodes ingår i släktet Melasina och familjen säckspinnare. Inga underarter finns listade i Catalogue of Life.